# Neustädt (Gerstungen)
Neustädt is een dorp in de Duitse gemeente Gerstungen in het Wartburgkreis in Thüringen. De plaats wordt voor het eerst genoemd in een oorkonde uit 1316. De tot dan zelfstandige gemeente werd in 1994 bij Gerstungen gevoegd. 